# Požarevac
Požarevac  (tiếng Serbia:Пожаревац) là một thành phố Serbia. Thành phố Požarevac có diện tích  km², dân số là 41.736 người  (theo điều tra dân số Serbia năm 2002) còn dân số cả khu tự quản là người.  Đây là thủ phủ hành chính của quận